# Otolemur gruboogonowy
Otolemur gruboogonowy, galago gruboogonowy, galago olbrzymi (Otolemur crassicaudatus) – gatunek ssaka naczelnego z rodziny galagowatych (Galagidae). Długość ciała około 35 cm, ogon podobnej długości. Ubarwiony jest na czarnobrązowo na grzbiecie, od spodu bywa jaśniejszy w kolorze srebrnoszarym. Futerko długie i gęste oraz bardzo gruby i puszysty ogon. Prowadzi nocny tryb życia. Żyje grupowo w stadzie, w leśnych gęstwinach południowej połowy Afryki. Odżywia się głównie owocami, ptakami i ich jajami. Przedstawiciele rodziny Galagidae (galagowate), do której należy opisywany gatunek, posiadają charakterystyczne duże, okrągłe oczy wrażliwe na światło – w dzień: źrenice zwężone w postaci szczelin, w nocy: źrenice okrągłe, szeroko otwarte. Są one osadzone stosunkowo blisko siebie i przesunięte ku przodowi, umożliwiając trójwymiarowe widzenie. Podobnie jak inne naczelne poruszają się na czterech kończynach. Pierwsze palce przeciwstawne.

## Taksonomia
Gatunek po raz pierwszy zgodnie z zasadami nazewnictwa binominalnego opisał w 1812 roku francuski przyrodnik Étienne Geoffroy Saint-Hilaire, nadając mu nazwę Galago crassicaudatus. Geoffroy Saint-Hilaire nie wskazał miejsca typowego; w ramach późniejszego oznaczenia miejsce typowe ustalono na 15 km na wschód od Eshowe (28°52′S 31°37′E/-28,866667 31,616667), w Ngoye Forest, w Natalu, w Południowej Afryce. Holotyp to zamontowana skóra i czaszka (sygnatura MNHN-ZM-2007-1548) ze zbiorów Muzeum Historii Naturalnej w Paryżu. W 1980 roku T. Rowland Olson zwrócił się do Międzynarodowej Komisji Nomenklatury Zoologicznej (ICZN) o uznanie holotypu za nieważny ze względu na niemożność przypisania go do konkretnego podgatunku i wyznaczenie neotypu. W 1985 roku na mocy swoich uprawnień ICZN uznała ten wniosek za poprawny i zaakceptowała wyznaczenie neotypu: jest to wypchana skóra i czaszka dorosłego samca (sygnatura BMNH 1904.12.3.6) ze zbiorów Muzeum Historii Naturalnej w Londynie; okaz został zebrany 24 września 1904 roku przez kpt. Claude’a Granta.
Taksony monteiri i argentatus w niektórych ujęciach systematycznych uznawane są za odrębne gatunki. Podgatunki monteiri i kirkii krzyżują się w północnym Mozambiku i Zimbabwe, natomiast podgatunek nominatywny crassicaudatus krzyżuje się z monteiri w środkowym Mozambiku, Malawi i Zimbabwe. Potrzebne są dalsze badania, aby zweryfikować odrębność monteiri i crassicaudatus na poziomie gatunku.
Autorzy Illustrated Checklist of the Mammals of the World rozpoznają cztery podgatunki. Podstawowe dane taksonomiczne podgatunków (oprócz nominatywnego) przedstawia poniższa tabelka:
| Podgatunek       | Oryginalna nazwa                  | Autor i rok opisu | Miejsce typowe                                                        | Holotyp |
| ---------------- | --------------------------------- | ----------------- | --------------------------------------------------------------------- | --- |
| O. c. argentatus | Galago argentatus                 | Lönnberg, 1913    | Ukina, na wschód od Shirati, na wschód od Jeziora Wiktorii, Tanzania. | Dorosły samiec zebrany w marcu 1911 roku przez Kálmána Kittenbergera. |
| O. c. kirkii     | Otogale crassicaudata var. kirkii | J.E. Gray, 1865   | Quelimane, Mozambik.                                                  | Skóra i czaszka dorosłego samca (sygnatura BMNH 1864.6.4.1) ze zbiorów Muzeum Historii Naturalnej w Londynie; okaz zebrany przez Johna Kirka.                               |
| O. c. monteiri   | Galago monteiri                   | Bartlett, 1863    | Zatoka Cuvo, na południe od Loandy, Angola.                           | Czaszka dorosłego osobnika o nieokreślonej płci (sygnatura BMNH 1905.1.20.1) ze zbiorów Muzeum Historii Naturalnej w Londynie; okaz pochodził z kolekcji Joaquima Monteiro. |

### Etymologia
- Otolemur: gr. ους ous, ωτος ōtos „ucho”; rodzaj Lemur Linnaeus, 1758 (lemur)[28].
- crassicaudatus: łac. crassus „gruby, ciężki”[29]; -caudatus „-ogonwoy”, od cauda „ogon”[30].
- argentatus: łac. argentatus „ozdobione srebrem”, od argentum, argenti „srebro”[31].
- kirkii: Sir John Kirk (1832–1922), szkocki przyrodnik, administrator kolonialny, lekarz wraz z Davidem Livingstone’em na drugiej wyprawie do Zambezi w latach 1858–1863, konsul w Zanzibarze w latach 1866–1887[32].
- monteiri: L.A. Monteiro (?–?), Bartlett podaje, że okazem typowym było żywe zwierzę trzymane w domu Monteiro i wysłane do Anglii z Angoli przez jego syna, Joaquima João Monteiro (1833–1878)[33].

## Zasięg występowania
Otolemur gruboogonowy występuje w zależności od podgatunku:
- O. crassicaudatus crassicaudatus – południowy Mozambik (na południe od rzeki Limpopo), północno-wschodnia Południowa Afryka i Eswatini.
- O. crassicaudatus argentatus – Kenia i Tanzania wokół wschodniego i południowo-wschodniego brzegu Jeziora Wiktorii; być może Rwanda.
- O. crassicaudatus kirkii – Tanzania, Malawi, Mozambik, Zimbabwe i północna Południowa Afryka.
- O. crassicaudatus monteiri – otolemur srebrzysty[12] – Uganda, Burundi, wschodnia i południowa Demokratyczna Republika Konga, Tanzania, Angola, Zambia, Zimbabwe, północne Malawi, północny Mozambik i Botswana.

## Budowa
Długość ciała (bez ogona) 26–40 cm, długość ogona 30–50 cm; masa ciała samic 1,2–1,5 kg, samców 1,1–1,8 kg. Galago gruboogonowy ma gęste, wełniste, dość długie, brunatne na wierzchu i srebrzystoszare na spodzie ciała futro. Otolemur crassicaudatus jest zwierzęciem ruchliwym i zwinnym, szybko się poruszającym, doskonale skacze. Umożliwiają mu to długie kończyny tylne (znacznie dłuższe niż przednie) oraz wydłużone kości stępu. Długi puszysty ogon pomaga w utrzymaniu równowagi. Ponadto nasadowa część ogona pełni rolę magazynu tłuszczu, który wykorzystuje podczas snu w porze suchej.
Interesującą cechą jest także fakt uzyskiwania pionowej postawy podczas walki między osobnikami. Galago gruboogonowy posiada bardzo ruchliwą głowę, zdolną do obrotu o niemal 180°. Na czaszce obecny grzebień kostny. Na wielkich błoniastych uszach występują poprzecznie ułożone drobne grzebienie chrzęstne, powiązanie włóknami mięśniowymi, dzięki czemu zwierzę składa je w czasie snu.

## Ekologia
Galago gruboogonowy przesypia porę suchą. Prowadzi gromadny (po 2–6 osobników, żyjących w gniazdach zrobionych z liści), nadrzewny i nocny tryb życia, w dzień odpoczywa w gęstwinie drzew. Odżywia się w przeważającej części pokarmem zwierzęcym, uzupełniając swoją dietę pokarmem roślinnym. Głównie w postaci małych ptaków, ptasich jaj, owadów, owoców i kwiatów. Atakuje żywą ofiarę z błyskawiczną szybkością, zagryzając ją na śmierć, a następnie przeżuwa. Dorosłe męskie osobniki posiadają nagą łatkę gruczołów pod brodą, która umożliwia zostawianie swojego zapachu do zaznaczania ich gniazd oraz terytoriów. Dodatkowo kropią moczem swoje stopy i dłonie, co sprawia, że ostry zapach utrwala się, podążając ich tropem.
Ciąża galago gruboogonowego trwa 110–120 dni, w miocie 1 lub 2 młode osobniki. Młode osobniki posiadają cienką warstwę futra, osiągają długość ciała od 10–12 centymetrów, a ich masa wynosi około 50–70 gramów. Z gniazda samodzielnie wychodzą po około 2 tygodniach od narodzin, wcześniej przez ten czas matka pozostawia je w gnieździe. Jedynie w przypadku zagrożenia chwyta i przenosi potomstwo w ustach. Młode osobniki są karmione przez 3 miesiące. Galago gruboogonowy żyje prawdopodobnie do 10 lat.

## Znaczenie w ochronie środowiska
Znacznym zagrożeniem dla galago gruboogonowych są duże sowy, dzikie koty oraz węże. Mimo tego nie należy do gatunków zagrożonych wyginięciem. Jednakże może być miejscowo zagrożony przez utratę odpowiedniego siedliska leśnego. Na przykład O. C. monteiri kiedyś powszechnie występował wokół Jeziora Wiktorii, obecnie prawie całkowicie zniknął, również z lasów ze względu na ich ekspansję. Status zagrożenia według podgatunków przedstawia poniższa tabela:
| Podgatunek                             | Kategoria zagrożenia |
| -------------------------------------- | -------------------- |
| Otolemur crassicaudatus crassicaudatus | LC                   |
| Otolemur crassicaudatus argentatus     | LC                   |
| Otolemur crassicaudatus kirkii         | LC                   |
| Otolemur crassicaudatus monteiri       | LC                   |